# Kajtuś czarodziej
Kajtuś czarodziej – powieść dla dzieci Janusza Korczaka wydana nakładem autora w 1934 roku. W 1960 Nasza Księgarnia opublikowała książkę w ramach Klubu Siedmiu Przygód, z ilustracjami Gabriela Rechowicza.
W utworze opisane są dzieje małego chłopca Antosia, nazywanego przez wszystkich Kajtusiem, mającego magiczne umiejętności. Chłopiec uczył się magii sam.
W roku 1997 powstała adaptacja powieści – spektakl telewizyjny o takim samym tytule. Sama książka tłumaczona była na kilka języków; angielski przekład nosi tytuł Kaytek the Wizard.